# USS Cachalot (SS-170)
USS Cachalot (SC-4/SS-170) là chiếc dẫn đầu của một lớp tàu ngầm mang tên nó được Hải quân Hoa Kỳ chế tạo trong giai đoạn giữa hai cuộc thế chiến. Nó là chiếc tàu ngầm thứ hai của Hải quân Hoa Kỳ được đặt cái tên này, theo tên loài cá nhà táng. Nó đã phục vụ trong giai đoạn mở đầu của Chiến tranh Thế giới thứ hai, và đang được đại tu tại Trân Châu Cảng đúng vào ngày 7 tháng 12, 1941, ngày diễn ra cuộc tấn công mở màn xung đột tại Mặt trận Thái Bình Dương. Con tàu đã thực hiện được ba chuyến tuần tra trước khi được rút về làm nhiệm vụ huấn luyện cho đến khi chiến tranh kết thúc. Con tàu cuối cùng bị bán để tháo dỡ vào năm 1947. Cachalot được tặng thưởng ba Ngôi sao Chiến trận do thành tích phục vụ trong Thế Chiến II.

## Thiết kế và chế tạo
Cả hai chiếc trong lớp Cachalot là những tàu ngầm cỡ trung bình trong phạm vi giới hạn về kích cỡ mà Hiệp ước Hải quân London năm 1930 đặt ra. Một nghiên cứu rộng rãi được tiến hành nhằm xác định kích cỡ tàu ngầm tối ưu trong phạm vi giới hạn của hiệp ước và phù hợp với hoàn cảnh hoạt động tại Thái Bình Dương. Tuy nhiên việc giới hạn kích cỡ lại trở nên quá mức, làm cho những tàu ngầm lớp Cachalot bị giới hạn đáng kể tầm xa hoạt động. Vì vậy trong Thế Chiến II, sau khi có đủ số lượng tàu ngầm lớp Gato được đưa vào hoạt động, Cachalot được rút về làm nhiệm vụ huấn luyện.
Do thiết kế bảo thủ và cũng để tiết kiệm chi phí, khi Cachalot được đóng tại Xưởng hải quân Portsmouth, xưởng tàu vẫn áp dụng kết cấu bằng đinh tán để đóng cả lườn trong và vỏ ngoài. Trong khi đó tàu chị em Cuttlefish đóng tại xưởng tàu Electric Boat áp dụng kỹ thuật hàn cho phần lớn vỏ ngoài và thùng nhiên liệu. Chúng trang bị hai động cơ diesel M9Vu 40/46 hai thì 9-xy lanh do MAN thiết kế dẫn động trực tiếp công suất 1.535 hp (1.145 kW) mỗi chiếc. Một động cơ diesel MAN phụ hai thì  công suất 330 kW (440 hp) vận hành máy phát điện dùng để nạp ắc quy hay tăng thêm tốc độ trên mặt nước. Giống như những chiếc V-boats khác, động cơ diesel thường xuyên gặp trục trặc, nên đến năm 1937-1938 chúng được thay bằng động cơ Winton GM 16-278 bốn thì 16-xy lanh công suất 1.600 hp (1.200 kW) mỗi chiếc. Cachalot trở thành tàu ngầm đầu tiên được trang bị máy tính dữ liệu ngư lôi Mark 1 của hãng Arma Corporation.
Con tàu được đặt lườn tại Xưởng hải quân Portsmouth ở Kittery, Maine vào ngày 21 tháng 10, 1931. Nó được hạ thủy như là chiếc V-8 (SC-4) vào ngày 19 tháng 10, 1933, được đỡ đầu bởi cô K. D. Kempff, và nhập biên chế cùng Hải quân Hoa Kỳ vào ngày 1 tháng 12, 1933 dưới quyền chỉ huy của Hạm trưởng, Thiếu tá Hải quân Merril Comstock.

## Lịch sử hoạt động

### 1934 - 1941
Sau khi hoàn tất việc chạy thử máy huấn luyện tại vùng biển ngoài khơi New England, Cachalot lên đường đi sang San Diego, California, nơi nó gia nhập Lực lượng Tàu ngầm trực thuộc Hạm đội Hoa Kỳ vào ngày 17 tháng 10, 1934. Từ đó cho đến năm 1937, nó hoạt động chủ yếu tại vùng bờ Tây Hoa Kỳ, tham gia các cuộc tập trận Vấn đề Hạm đội hàng năm, thực hành tác xạ ngư lôi và tiến hành huấn luyện chống tàu ngầm, thực tập chiến thuật và huấn luyện sonar. Nó đã hai lần đi sang vùng biển quần đảo Hawaii và một lần đi đến vùng kênh đào Panama để tham gia tập trận hạm đội quy mô lớn.
Rời San Diego vào ngày 16 tháng 6, 1937, Cachalot đi đến Căn cứ Tàu ngầm Hải quân New London tại New London, Connecticut, nơi nó hoạt động thử nghiệm phóng ngư lôi cho Căn cứ Ngư lôi Newport và phục vụ huấn luyện sonar cho Trường Tàu ngầm New London cho đến ngày 26 tháng 10. Con tàu được đại tu tại Xưởng hải quân New York, bao gồm việc thay thế động cơ chính gặp nhiều trục trặc bằng kiểu động cơ General Motors Winton. Sang năm 1938, nó tham gia cuộc tập trận Vấn đề Hạm đội XIX, rồi thực hành tác xạ ngư lôi và sonar tại khu vực biển Caribe và vùng kênh đào. Chiếc tàu ngầm đi đến Trân Châu Cảng vào ngày 16 tháng 6, 1939 để phục vụ cùng Lực lượng Tàu ngầm Hạm đội Hoa Kỳ và Lực lượng Tuần tiễu.

### Thế Chiến II

#### Chuyến tuần tra thứ nhất
Đang được đại tu tại Xưởng hải quân Trân Châu Cảng đúng vào lúc Hải quân Đế quốc Nhật Bản tung ra cuộc tấn công căn cứ hải quân này vào ngày 7 tháng 12, 1941, một thủy thủ của Cachalot đã bị thương nhưng con tàu không bị hư hại gì. Công việc sửa chữa được đẩy nhanh và nó lên đường vào ngày 12 tháng 1, 1942 cho chuyến tuần tra đầu tiên. Sau khi được tiếp thêm nhiên liệu tại Midway, nó hoạt động trinh sát tại các khu vực đảo Wake, Eniwetok, Ponape, Truk, Namonuito và quần đảo Hall, rồi quay trở về Trân Châu Cảng vào ngày 18 tháng 3.

#### Chuyến tuần tra thứ hai và thứ ba
Khởi hành từ Midway vào ngày 9 tháng 6, Cachalot tiến hành chuyến tuần tra thứ hai ngoài khơi các đảo chính quốc Nhật Bản, nơi nó phóng ngư lôi gây hư hại cho một tàu chở dầu đối phương. Sau khi quay trở về Trân Châu Cảng vào ngày 26 tháng 7 để được tái trang bị, nó khởi hành vào ngày 23 tháng 9 cho chuyến tuần tra thứ ba tại vùng biển Bering hỗ trợ cho các hoạt động tác chiến tại khu vực quần đảo Aleut.

#### 1943 - 1945
Do đã cũ gần mười năm mà lại không có đủ tầm xa để hoạt động hiệu quả tại Mặt trận Thái Bình Dương, Cachalot được rút về để đảm nhiệm vai trò huấn luyện tại Căn cứ Tàu ngầm Hải quân New London tại New London, Connecticut từ cuối năm 1942 cho đến ngày 30 tháng 6, 1945. Nó đi đến Xưởng hải quân Philadelphia tại Philadelphia, Pennsylvania, nơi được cho xuất biên chế vào ngày 17 tháng 10, rồi rút tên khỏi danh sách Đăng bạ Hải quân vào ngày 1 tháng 11, 1945. Con tàu cuối cùng bị bán để tháo dỡ vào ngày 26 tháng 1, 1947.

## Phần thưởng
Cachalot được tặng thưởng ba Ngôi sao Chiến trận do thành tích phục vụ trong Thế Chiến II.
|  |                                         |  |
|  | Bronze star · Bronze star · Bronze star |  |

| Dãi băng Hoạt động Tác chiến  | Dãi băng Hoạt động Tác chiến                                            | Huân chương Phục vụ Phòng vệ Hoa Kỳ                                     | Huân chương Phục vụ Phòng vệ Hoa Kỳ  |
| Huân chương Chiến dịch Hoa Kỳ | Huân chương Chiến dịch Châu Á-Thái Bình Dương với 3 Ngôi sao Chiến trận | Huân chương Chiến dịch Châu Á-Thái Bình Dương với 3 Ngôi sao Chiến trận | Huân chương Chiến thắng Thế Chiến II |